# Flaga Kastylii-La Manchy

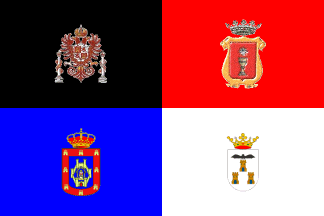

W części czołowej znajduje się historyczny herb Kastylii. Część swobodna ma barwy płaszczy noszonych przez krzyżowców.
Przyjęta 30 kwietnia 1983 roku. Proporcje 1:2, lecz w użyciu są flagi 2:3.